# Projeto Atlas Linguístico do Brasil
Projeto Atlas Linguístico do Brasil (ALiB) é um projeto de pesquisa de caráter nacional, sem fins lucrativos, idealizado na década de 1950 com vistas a descrever a realidade do português falado em território brasileiro, de modo a sistematizar os comportamentos observados no Brasil em um atlas geral, baseado na Dialetologia Pluridimensional (variação linguística a partir das diferenças diatópicas, diastráticas, diagenéricas e diageracionais) tomando-se os diferentes níveis linguísticos (lexical, fonético, fonológico, sintático, semântico, prosódico e metalinguístico). O projeto foi retomado em 1996 a partir de uma iniciativa da Universidade Federal da Bahia (UFBA) em parceria com várias universidades do Brasil.
Suzana Alice M. Cardoso aponta para a necessidade do conhecimento sistemático e geral da realidade linguística brasileira, de modo a reafirmar o caráter pluricultural do Brasil. Daí a urgência de uma descrição profunda da realidade linguística brasileira, uma vez que, ainda conforme a autora, apesar de ter-se estudos preliminares, a exemplo daquele desenvolvido por Antenor Nascentes (1953), fundamentado na realização das vogais médias pretônicas e na entonação, ainda é preocupante a ausência de dados linguísticos que auxiliem na delimitação de áreas dialetais do Brasil. Trata-se, pois, de uma importante fonte de pesquisa para a compreensão dos fenômenos linguísticos e sociais que atuam na formação/ transformação do Português brasileiro, explicitando o caráter heterogêneo e dinâmico inerente às línguas vivas presentes no mundo.

## Dialetologia e desenvolvimento de atlas
O desenvolvimento da Dialetologia enquanto ciência perpassa pela compreensão acerca do alcance que os estudos dialetológicos deveriam ter para que as análises comportassem a complexidade da dinâmica social do ser humano, a qual está em constante transformação. Assim, conforme Thun (2007) a compreensão e configuração dos atlas linguísticos e dos trabalhos dialetológicos são organizados em quatro fases, a saber:
- Fase Histórica;
- Fase Monodimensional;
- Fase Pluridimensional:
- Fase das Redes de Comunicação.

Desde a antiguidade, o homem tem consciência de que as línguas variam, bem como faz uso desse recurso linguístico para reafirmar sua identidade, manter a unidade de um povo situado num tempo e num espaço determinados. Também essa variação promoveu a segregação de povos. Para muitos, a língua e seus dialetos são o único lugar de conforto que restou em terras alheias.
Por entender essa relação entre língua e espaço, Fernão Oliveira (1536 apud CARDOSO, 2010), já na primeira gramática da língua portuguesa, reconhece que essa língua apresenta variação, mas não apenas diatópica (espacial), mas também diastrática (social), diafásica (situacional) e diageracional (conforme a faixa etária), embora não mencione outras variações como a diagenérica (sexo), conforme Cardoso (2010). De alguma forma, plantou-se a semente para os estudos variacionistas da língua portuguesa, mas apenas no século XVIII “os dialetos se tornaram, de maneira constante, objeto de atenção dos linguistas” (POP, 1950 apud CARDOSO, 2010, p. 33). Em Portugal, apenas em 1836 surgem os estudos dialetológicos, “caracterizado (s) por referências dispersas à variação territorial” (FERREIRA, 1994 apud MOTA; CARDOSO, 2006, p. 16).

### Estudos dialetológicos e os atlas linguísticos no Brasil
A Dialetologia no Brasil pode ser compreendida em quatro fases:
- 1ª fase: definida por Nascentes (1953), tem como marco inicial o ano de 1826, com a publicação do texto de Domingos Borges de Barros, o Visconde de Pedra Branca, o qual apresentou o Atlas Etnográfico do Globo, com questões lexicais que diferenciavam o Português europeu do Português brasileiro. Trata-se de um período marcado pelo desenvolvimento de trabalhos estritamente lexicográficos.

- 2ª fase: também caracterizada por Nascentes (1953), tem início em 1920 com a publicação de O dialeto caipira, de Amadeu Amaral,[5] cuja obra descreve o Português brasileiro sob os pontos de vista lexical, morfossintático, semântico, fonético e fonológico. Também nesse período, em 1922, foi publicado O linguajar carioca, de Antenor Nascentes. Nessa fase, o número de trabalhos lexicográficos ainda é considerável, mas há estudos considerando outros níveis da língua, como observado no Atlas Linguístico da França.

- 3ª fase: definida, Ferreira e Cardoso (1994),[6] tem início com a publicação do Decreto Presidencial nº30.643,[7] de 20 de março de 1952, o qual autoriza e reconhece a necessidade de desenvolvimento e publicação do Atlas Linguístico do Brasil. É um período marcado pela publicação de Atlas regionais brasileiros e pelo avanço dos estudos dialetológicos no país.

- 4ª fase: Mota e Cardoso (2006)[4] propõem uma quarta fase, que se iniciaria em 1996, com a retomada do projeto ALiB. Nessa última fase, incorpora-se “os princípios implementados pela Sociolinguística a partir da década de 60 do século passado” (CARDOSO, 2010, p. 149).[1] Talvez com a efetiva publicação do volume 1 e 2 do Atlas Linguístico de Brasil e a iminência da publicação de seus demais volumes, cercada do crescente números de artigos, dissertações e teses voltados aos fenômenos arrolados nos questionários do ALiB, a Dialetologia no Brasil comece a dar seus primeiros passos para um novo capítulo de sua história, quiçá, uma quinta fase.

É de extrema importância o conhecimento sistemático e geral da realidade linguística brasileira, de modo a reafirmar o caráter pluricultural do Brasil. Daí a urgência de uma descrição profunda de tal realidade, uma vez que, apesar de haver estudos preliminares, a exemplo daquele desenvolvido por Nascentes (1953), fundamentado na realização das vogais médias pretônicas e na entonação, ainda é preocupante a ausência de dados linguísticos que auxiliem na delimitação de áreas dialetais do Brasil. A dificuldade para o estabelecimento de limites divisórios entre os falares brasileiros ocorre devido ao fato de nem sempre coincidirem os limites administrativos com os limites linguísticos, e de existirem faixas de interseção. Para fundamentar tal assertiva, tem-se o posicionamento de Nascentes (1953) a respeito do falar baiano, o qual afirma ser este falar intermediário entre os grupos do Norte e do Sul, não se restringindo à área do estado da Bahia, mas englobando também parte dos territórios de Minas Gerais e Goiás, além dos estados de Sergipe e Tocantins, o que justifica a importância do estudo de condicionadores internos e externos à língua para a sistematização das variações nos territórios.
Vários esforços para a descrição do Português Brasileiro também se considerando a delimitação de áreas dialetais no Brasil traduzem-se no desenvolvimento de Atlas Regionais brasileiros, listados a seguir:
- Atlas Linguístico de Pernambuco (ALiPE)
- Atlas Geossociolinguístico de Londrina (AGeLO)
- Atlas Linguístico do Estado do Ceará (ALECE)
- Atlas Semântico-Lexical de Caraguatatuba, Ilhabela, São Sebastião e Ubatuba - municípios do Litoral Norte de São Paulo
- Atlas Linguístico da Mata Sul de Pernambuco (ALMASPE)
- Atlas Linguístico da Mesorregião Sudeste de Mato Grosso (ALMESEMT)
- Atlas Geolinguístico do Litoral Potiguar (ALiPTG)
- Atlas Linguístico de Mato Grosso do SUL (ALMS)
- Atlas Semântico-Lexical da Região do Grande ABC
- Atlas Linguístico Sonoro do Pará (ALISPA)
- Atlas Linguístico de Sergipe II (ALS II)
- Atlas Linguístico-Etnográfico da Região Sul do Brasil (ALERS)
- Atlas Linguístico do Paraná (ALPR)
- Atlas Linguístico de Sergipe (ALS)
- Atlas Linguístico da Paraíba (ALPB)
- Esboço de um Atlas Linguístico de Minas Gerais (EALMG)
- Atlas Prévio dos Falares Baianos (APFB)

## O Atlas Linguístico do Brasil
Aliado aos atlas de cunho regional, tem-se o desenvolvimento do Atlas Linguístico do Brasil, um projeto linguístico nacional com objetivo maior de realizar um atlas geral no Brasil a fim de se registrar a realidade da língua portuguesa no território brasileiro. A atividade dialetal no Brasil há muito esforçava-se para construir um empreendimento de tal amplitude, o que se tornou realidade  em 1996 a partir da mobilização de pesquisadores do Instituto de Letras da Universidade Federal da Bahia- UFBA, envolvendo, gradativamente, dezessete instituições universitárias brasileiras, que trabalham em conjunto até os dias atuais, na ação de consolidar um atlas geral no Brasil que retrate a língua portuguesa tal como os usuários a manipulam por toda a extensão do país, considerando aspectos  diatópicos, diastráticos, diagenéricos e diageracionais, a partir dos níveis de análise da língua. Cardoso (2010), indica quatro grandes objetivos do Projeto ALiB, a saber:
"(i) a descrição da realidade espacial e, consequentemente, a busca de definição de áreas dialetais demarcáveis através de isoglossas; (ii) o fornecimento de dados que possam contribuir para o aprimoramento do ensino-aprendizagem da língua materna; (iii) a indicação de caminhos que explicitem a interface entre os estudos geolinguísticos e os demais ramos do conhecimento, sobretudo trazendo elementos da língua que possam aclarar questões de outra ordem do saber cientificamente organizado; (iv) por fim, não em último lugar, o reconhecimento, ou melhor, a apresentação do português brasileiro como instrumento social de comunicação diversificado, possuidor e várias normas de uso, mas dotado de uma unidade sistêmica ." (CARDOSO, 2010, p. 170-171)
O Projeto ALiB tem como meta o mapeamento da realidade linguística do Brasil partindo de dados coletados in loco em 250 pontos, que representam todas as regiões brasileiras, junto a 1.100 informantes dos dois gêneros, igualmente distribuídos em duas faixas etárias- 18 a 30 anos e 50 a 65 anos. Em 25 capitais do país (Palmas, e todo o estado de Tocantins, e Brasília, Distrito Federal foram excluídas da rede de pontos por questões metodológicas por conta de serem localidades recém-criadas), foram entrevistados indivíduos com os níveis de escolaridade fundamental e universitário, sendo que os demais pontos da rede contribuíram com os dados de informante do nível fundamental. Trata-se, pois, de uma importante fonte de pesquisa e compreensão dos fenômenos linguísticos e sociais que atuam na formação/ transformação do Português Brasileiro, explicitando o caráter heterogêneo e dinâmico inerente às línguas vivas presentes no mundo.
O perfil dos informantes considera questões espaciais, por isso são filhos da localidade pesquisada e de pais também da área, mas também controla variáveis sociais tais como idade, sexo e escolaridade. Como já citado, tem-se um total de 1100 informantes, distribuídos equitativamente por duas faixas etárias - 18 a 30 anos e 50 a 65 anos - e contemplando os dois sexos.
Nas capitais de Estado acrescenta-se mais quatro informantes de nível universitário, observadas as mesmas correlações de sexo e faixa etária. No que diz respeito à escolaridade, os sujeitos da pesquisa devem ser alfabetizados, tendo cursado, no máximo, o ensino fundamental (à exceção das capitais), com profissão definida, que não requeira grande mobilidade e que se encontre inserida no contexto social local.
Por conta da impossibilidade de serem documentadas três diferentes faixas etárias, o que acarretaria um aumento de custos, optou-se pelo registro de informantes de faixas mais distanciadas. Tal opção justifica-se pela possibilidade de se ter um melhor confronto entre usos considerando-se as diferentes faixas etárias, além de propiciar a análise da variação e das mudanças linguísticas.
Para a coleta de dados para a formação do corpus do ALiB, foi aplicado um questionário linguístico aos já referidos 1.100 informantes da pesquisa, instrumento esse dividido em três tipos, cada um deles direcionados para os aspectos:
- fonético-fonológico - 159 perguntas, às quais se juntam 11 questões de prosódia;
- semântico-lexical - 202 perguntas;
- (c) morfossintático - 49 perguntas.

A esses três tipos de questionários, acrescentam-se:
- questões de pragmática (04);
- temas para discursos semidirigidos - relato pessoal, comentário, descrição e relato não pessoal;
- perguntas de metalinguística (06);
- um texto para leitura - a "Parábola dos sete vimes".

Publicou-se uma primeira versão dos questionários, em 1998, a fim de atender a solicitações de pesquisadores interessados em conhecer e testar esse instrumento da metodologia do ALiB e propiciar as aplicações de caráter experimental previstas e realizadas em diferentes pontos do país. A partir do que revelaram esses inquéritos procedeu-se a uma análise crítica e à reformulação dos questionários com vistas à elaboração da versão final a ser aplicada em todo o território nacional. Essa versão foi recentemente (2001) publicada pela Universidade Estadual de Londrina, em 2001.
O ALiB conta com um Comitê Nacional, órgão que dirige e coordena todas as atividades do Projeto ALiB. É formado por uma Diretora Presidente, uma Diretora Executiva e, atualmente, por 11 Diretores Científicos.:

### Membros do comitê
- Diretora Presidente - Jacyra Andrade Mota (Universidade Federal da Bahia)
- Diretora Executiva - Silvana Soares Costa Ribeiro (Universidade Federal da Bahia)

Diretores Científicos:
- Abdelhak Razky (Universidade Federal do Pará)
- Aparecida Negri Isquerdo (Universidade Federal de Mato Grosso do Sul)
- Conceição Maria de Araújo (Universidade Federal do Maranhão)
- Fabiane Cristina Altino (Universidade Estadual de Londrina)
- Felício Wessling Margotti (Universidade Federal de Santa Catarina)
- Marcela Moura Torres Paim (Universidade Federal da Bahia)
- Maria do Socorro Silva de Aragão (Universidade Federal do Ceará/Universidade Federal da Paraíba)
- Marilúcia Barros de Oliveira (Universidade Federal do Pará)
- Regiane Coelho Pereira Reis (Universidade Federal do Mato Grosso do Sul)
- Valter Pereira Romano (Universidade Federal de Lavras)
- Vanderci de Andrade Aguilera (Universidade Estadual de Londrina)

Membros do comitê (in memoriam):
- Suzana Alice Marcelino da Silva Cardoso † - Diretora Presidente - Universidade Federal da Bahia
- Mário Roberto Lobuglio Zágari † - Diretor Científico - Universidade Federal de Juiz de Fora
- Walter Koch †- Diretor Científico - Universidade Federal do Rio Grande do Sul

Durante o III Congresso de Dialetologia e Sociolinguística (III CIDS), realizado em Londrina, em homenagem às Profas Suzana Cardoso e Jacyra Mota, em outubro de 2014, ocorreu o lançamento dos dois primeiros volumes do Atlas Linguístico do Brasil, publicados pela EDUEL. O volume I é o de Introdução e o Volume II apresenta 159 cartas linguísticas, com dados de 25 capitais de estado. Os volumes publicados foram entregues ao Reitor da Universidade Federal da Bahia pela equipe ALiB/Bahia, em 24/10/14.
Sobre o Projeto ALiB e sua importância para a legitimação dos estudos dialetológicos, especificamente do léxico, Razky (2013, p. 250) destaca que "o projeto ALiB corrobora toda uma história de estudos dialetológicos voltados para o registro, entre outros, da variação lexical. Trata-se de um marco divisório entre estudos dialetológicos voltados para metodologias que focalizavam o espaço rural e estudos voltados para o contínuo ruralurbano em razão das mudanças sociopolíticas e econômicas. Os estudos do léxico têm se beneficiado desse passo importante na história da dialetologia brasileira, cujos aspectos importantes delineamos a seguir". (RASKY, 2013, p. 250)

## Considerações
Da publicação do artigo do Visconde de Pedra Branca até o presente, a Dialetologia no Brasil cresce notoriamente. Seus estudos deixaram de ser (pouco) sistematizados, passando pelos crescentes trabalhos monográficos, publicação de atlas regionais e livros sobre os dialetos do Brasil. Deixa de ser tradicional (exclusivamente monodimensional, diatópica, rural, preocupada especialmente com fenômenos fonéticos e semântico-lexicais) e torna-se uma ciência pluridimensional (controlando muitas outras variáveis, estreitando, assim, seus laços com outras disciplinas, especialmente com a Sociolinguística, volta seu olhar também para os espaços urbanos, propondo atlas com cartas e/ou tecnologias inovadoras, levando em consideração também fenômenos fonológicos, morfossintáticos, prosódicos, discursivos e metalinguísticos). E, embora os atlas linguísticos não devam ser vistos como um fim a que se propõe a Dialetologia, como salienta Rossi (1967), o esforço do Projeto ALiB trouxe à luz o atlas nacional, mostrando mais vigor que o caduco Decreto que o idealizava há mais de seis décadas.